# Maison Durk
Maison Durk, né le 18 juillet 1986, est un joueur de pétanque français.

## Biographie
Il se positionne en tireur.

## Clubs
- ?-? : JC Cournonnais (Puy-de-Dôme)
- ?-? : Pétanque Arlancoise (Puy-de-Dôme)
- ?-? : Montpezat (Tarn-et-Garonne)

## Palmarès

### Jeunes

#### Championnats d'Europe
Troisième
- Triplette 2002 (avec Michaël Jacquet, Ludovic Castagne et Mathieu Charpentier) :  Equipe de France

### Séniors

#### Championnats de France
Champion de France
- Doublette mixte 2010 (avec Angélique Colombet) : JC Cournon d'Auvergne[2]
- Doublette 2015 (avec Angy Savin) : Pétanque Arlancoise[3]

Finaliste
- Doublette mixte 2021 (avec Alexia Larroque) : Montpezat[4]

#### Masters de pétanque
Vainqueur
- 2009 (avec Zvonko Radnic, Jean-Michel Puccinelli et Bruno Le Boursicaud) : Equipe Radnic[5]
- 2018 (avec Ludovic Montoro, Jean-Michel Puccinelli et Michel Hatchadourian) : Equipe Montoro[6]

#### Millau

##### Festival International de Pétanque de Millau (2016-)
Vainqueur
- Tête à tête 2007[7]
- Triplette 2019 (avec Jean-Marc Foyot et Jean Feltain)[8]